# 斐多篇
《斐多篇》（英語：Phaedo，羅馬化：Phaidōn，希臘語發音：[pʰaídɔːn]；又译《裴洞篇》）是由古希腊哲学家柏拉图创作的，一篇由对话体写成的哲学著作。在这场对话中，来自埃利斯的哲学家斐多以讲述者的身份登场，该对话集便是以他命名的。斐多和柏拉图一样，同是苏格拉底的弟子。
这篇对话接续在《游叙弗伦篇》、《申辩篇》和《克利同篇》之后。根据前几篇内容，苏格拉底不久前被雅典法庭判处死刑，罪名是不信神和蛊惑青年。柏拉图作为审判听众中的一员，记录了苏格拉底死前在监狱里和朋友们相伴的日子。对话的主要部分由苏格拉底主导，他在对话中为死后的存在作出了多种论证。对话末尾，苏格拉底饮下毒药，斐多等人见证了导师的死去。

## 概述
此篇对话在苏格拉底的弟子斐多与哲学家埃克格拉底之间展开，斐多在对话中转述了苏格拉底于处决当日与弟子们的最后一次交谈。和苏格拉底对话的人，除了斐多以外，还有苏格拉底的两名学生。对话主要围绕灵魂展开，他们谈论了灵魂的特质，灵魂与肉体的关系，以及人死后可能的际遇。苏格拉底试图证明灵魂不死，为此他提出了一些支撑该论点的论据。苏格拉底认为灵魂是不灭的，它是人类知识、技能和记忆的载体。在他看来，灵魂栖息、并主宰着肉体，它赋予肉体以生命力。在死亡时，灵魂与肉体分离，这导致人死后肉身的腐朽。与肉体不同，灵魂能不断地迁移。在此过程中，灵魂可以与不同的肉体相结合。也正因为如此，苏格拉底认为，对死亡的恐惧是毫无必要的，因为死亡仅仅意味着当前躯体的毁坏，而人的本质，也即灵魂，是永远完好无损的。
在与弟子的讨论时，苏格拉底为他的观点提出了辩护，其中他着重批判了一种理论，该理论认为，所谓灵魂，仅仅只是构成肉身的诸多元素协调共处的显现。而假如灵魂仅仅是肉体诸多元素的和谐，那么这就意味着灵魂会随肉体的衰败而消散。苏格拉底认为，当一个人死后，他灵魂的命运取决于他生前的行为，这种行为的最好状态就是苏格拉底自己所实践的，哲学式的生活方式。这种观点有助于他本人保持轻松愉快，并从容面对死亡，但与此同时，其他人却深陷悲伤，痛哭流涕。
这篇对话对欧洲文化的直接、间接影响非常巨大，这种影响从古罗马时代一直持续到今天。许多人在探讨人死后的可能境遇时都会引用这篇对话。该对话录一方面是关于人类生存问题的一种哲学研究，另外一方面也不失为一篇文笔优美的文学著作。自对话录问世以来，便吸引了许多想要理解死亡、死亡恐惧与永生的读者。此外，《斐多篇》和《申辩篇》、《克力同篇》一道，为后世了解苏格拉底提供了宝贵的资料。柏拉图笔下的苏格拉底无疑是位模范人物，他数十年如一日地践行着自己的哲学思考，直至死亡。

## 论证
在与弟子的对话中，苏格拉底引述了关于灵魂不朽的四种论证：
- 周期论证，或称对立论证：只有理型才是永恒不变者，而鉴于灵魂总是孕育生命，那么它本身就应当是不会死亡的东西，必须为“不朽者”。人的肉体易逝，难免遭受外界摧残，因此对立而言灵魂就应当是不可毁坏的。苏格拉底以寒冷和火为例，他表示如果寒冷是为永恒的理型，那么正如与之对立的火促使其完好无损的离去一般，灵魂在死亡临近时也会完好无损的离开肉体。这个论证源自磁铁的两极对立。
- 回忆论证（英语：Anamnesis）：该论证指出，人在出生时就带有一些先天的非经验知识，这表明灵魂在出生之前就已存在，并具备这些知识。类似的论证也出现在柏拉图的另一篇作品《美诺篇》，其中苏格拉底提出了比《斐多篇》更为大胆的设想，他认为人所有的知识都来自灵魂的回忆。
- 亲和论证：该论证认为，那些无形、不朽的灵魂事物与有形、可灭的凡间事物不同。人的灵魂属于前者，而肉体则属于后者。因此，当肉体在死后衰败，灵魂却能继续生活。
- 生命形式论证，或称最终论证：该论证认为理型是世界万物的本源，是不变与永恒的实体，一切事物蕴含理型的某个部分。例如，美的事物蕴含了美的理型，数字四蕴含了偶数的理型，等等。而对灵魂而言，它蕴含了生命的理型，这表明了灵魂的永生不灭。

### 对话引入
对话开篇，苏格拉底的弟子斐多与毕达哥拉斯主义哲学家埃克格拉底相遇，斐多向其转述了苏格拉底处决当天的情形。斐多叙述说，处决当日他与友人一早前去看望苏格拉底。苏格拉底的妻子克桑替贝在一旁十分难过，因此苏格拉底让弟子先送她回家去。接着苏格拉底描述了过去有过多次的相同梦境，梦中他被指示去“制作和演奏音乐”。因此在最后时日，他开始将伊索寓言编成韵语。
接着，苏格拉底让弟子格贝代他向友人欧维诺告别，并转告他“如果明智的话”就“尽快跟我来”。另一位弟子辛弥亚对导师的这番言论表示困惑，他不理解为什么欧维诺应当跟随即将死去的朋友。苏格拉底表示，“……每一个对哲学真有兴趣的人都会这样。只是他并不会对自己下手，因为据说不容许这样做。”格贝追问，为何自杀是不被容许的：“......你说不容许对自己下手，又说一个哲人会愿意追随死去的朋友，这句话是什么意思呢？”至此引出了该篇对话录的主题——死亡与死后之事。
苏格拉底回答，尽管死亡是灵魂的理想居所，尤其是对哲学家的灵魂而言，但人只能在十分必要情况下才可被容许自杀。人无权自杀，因为他的生命不属于自己，而是属于神。苏格拉底表示，“我认为最好是说神灵是我们的守护者，我们是神灵的所有物之一。”所以，虽然哲学家们总是追求灵魂相关之物，而期望抛弃血肉身躯，但他们却无权这么做，因为他们并非其肉体的所有者。人的肉体与灵魂是各自独立的事物，哲学家期望摆脱肉体，因为他们认为肉体是通往真理之途的阻碍。

针对感官的欺骗性，苏格拉底向辛弥亚反问：
你有没有用任何肉体感官觉察到它们呢？我说的这种东西，是指大小、健康、强壮之类，总之是指某事物的本质，即实际上是什么。我们是通过肉体得知事物的真相吗？岂不是那种周密准备以求理解对象本相的人最能认识它吗？
于是，如果一位哲学家喜爱的是真理，而非肉体的享乐，那么他必然就会认为只有在死亡中他才有最大的机会接近真理，因为只有在死亡之中，他才不再被肉体感官所困扰。当人活在世上，他灵魂所附带的理性与智慧被身体各式知觉所限制，例如身体的舒适或疼痛，视觉与听觉。对苏格拉底而言，死亡便是从这些限制中得到解脱。并且神创造的生命本质是“善”的，那么为什么死亡不是这种“善”的延续呢？哲学家一生都在为死亡做准备，因此当死亡真正降临时，他应该感到高兴而不是惊慌或悲痛。并且苏格拉底也坚信，死后的世界由善良的神灵所统治，“正因为这个缘故，我不但不忧伤，而且坚定地希望那里给亡者准备着赠品，像多年来的古话所说的那样，给好人准备的比给坏人准备的要好得多。”
苏格拉底认为，人只有在摆脱身体之后才能认识实在：“最能胜任这项工作的人，岂不是那尽可能在研究中单用纯粹的心思，思想时不要借助视觉，不凭借任何其他感官，只靠干净纯粹的心思钻研干净纯粹的本质，尽可能摆脱眼睛、耳朵以及其余形体的影响，免除它们阻碍灵魂获得真理和明智的人物吗？辛弥亚啊，如果有这种人的话，岂不是这种人得以认识实在吗？”

### 周期论证
格贝表示，苏格拉底所言死后肉体与灵魂的分离仍有些难以信服，他说：“……可是你对灵魂的看法，一般人难以置信，他们以为灵魂脱离了肉体就不再存在于何处，人一死它就可以分散消灭，它一离开肉体就立刻飞走，不再什么地方。有如烟消云散。”
为减缓格贝对灵魂在死后消散的忧虑，苏格拉底开始提出首个关于灵魂不朽的论证。该论证一般被称为“周期论证”。论证指出，既然灵魂在不同世界穿梭，借死者托生，那么它自身必然就是不死的。他问：“如果活人都是死者托生的，我们的灵魂就曾经存在于彼处，是不是？”接着，苏格拉底以自然事物为例论证他的观点。他指出，自然事物总是存在对立，例如冷和热、醒与睡，而死亡和活着也是一种对立的性质。并且既然对立事物之间可以转换，比如沉睡的人可以醒来，醒着的人可以睡去，因此苏格拉底主张死与生也是如此。于是跟随苏格拉底的引导，格贝得出结论，从活物中可产生死亡，而从死亡中可产生活物，故而灵魂在死后必然存在于某地，以便在适时重返肉身。并且苏格拉底也提出了反证，他表示假如事物发展总是一直向前而不复返，那么它们最终就必然就发展为同一状态，从而停止新的产生。也就是说，如果死者不能转变为活者，那么世间一切生命都将随时间而死亡，但这并不符合人们对世界的观察，因此死者的灵魂必然持存并可借肉躯再生。

### 回忆论证
格贝意识到，灵魂从身体的脱离与返回可以呼应苏格拉底先前提出的知识回忆论：
苏格拉底啊，此外，如果真像你经常说的那样，我们的所谓学习实际上就是回忆，那就是一个补充的论证，说明我们必须在以前的某个时候学习过现在回忆起的事情。可是，如果我们的灵魂在投生为人类之前并未存在于某处，那回忆就是不可能的了。所以从这方面看，也足见灵魂是不灭的。
苏格拉底的知识回忆论指出，即使一个人被问及自出生以来从未知晓的事物，他仍旧可从回忆中找到答案（也即先验知识）。所以人必然是从前世获取到的这些知识，虽然在经过漫长时间后已然模糊，只能借助回忆与引导的方式重新取得。此外，既然诸如美、好等客观存在者始终存在于世界上，而人的一切感觉都可归因为与这些概念的比较，那么正如这些实体的存在一样，人的灵魂也必定早于其出生就已存在。然而，辛弥亚对此提出疑虑：关于灵魂先于出生的存在只是灵魂不死的一半证明，仍无法由此自然得出灵魂于人死后不会消散寂灭。对此苏格拉底表示，需要将此结论与先前一切生物都是从死物里生出来的结论联结，即灵魂在进入生命、产生出来的时候，是不能从他处，而只能从死亡和死亡状态中重生，因此灵魂必然在死后存在。

### 亲和论证
苏格拉底随后抛出了关于灵魂的第三种论证，即所谓亲和论证。在此论证中，苏格拉底提出灵魂与无形超凡之物（例如“相等”、“美”等实体）的相似性，而身体则更似于有形、有死之物。由此他概括，即便身体在人死后仍以肉体形式持存，但鉴于肉体的有死性质和灵魂的神圣特质，那么灵魂在死后必然久存过身体。

苏格拉底表示，拥有德性的人不会贪恋肉体的欲望与快乐，在死后迅速、纯粹的脱离身体；而与之相反，那些贪恋身体愉悦的人，他们的灵魂与身体同流合污，灵魂逐渐结合为身体一部分。他说道：

如果它离开身体的时候拖泥带水，不干不净，由于一直跟身体在一起，关心身体，爱护身体，迷恋身体的欲望和快乐，因此以为最真实的只是形体，只是那些能摸到、能看见、能吃、能喝、能用于寻欢作乐的形体……你想这样的状况灵魂能去得干干净净、纯洁无暇吗？
因而，苏格拉底表示，这类贪欲享乐的人，他们的灵魂在死后仍被留在可见世界，徘徊于墟墓之间。他们将在死后受到惩罚，他们的灵魂无法于死后获得纯粹的存在，而是很快重新“沉入另一个身体”。而践行德性者的灵魂是不朽的，他们于死后的道路取决于生前的所作所为。哲学家，以及任何具备相似美德的人，他们不会畏惧死亡，也不会珍视肉体欢愉胜于真理和智慧。他们的灵魂在死后仍保持安然无恙，并浸润于另一世界的福祉。
然而，辛弥亚和格贝在听完苏格拉底的这番话后仍有疑虑。辛弥亚表示自己不想在苏格拉底临死前的几小时中让他感到不快，因此不愿提出自己的问题。苏格拉底随后意识到了弟子们的疑虑，并表示自己真切地相信灵魂不死，而非是面对死亡恐惧时的故作镇静。而后，辛弥亚提出了自己的疑问，他将身体比作是竖琴，而灵魂是由竖琴弹奏出的谐音。就此看来，灵魂的确是无形且神圣的，但假使竖琴（肉体）遭毁坏，那么谐音（灵魂）也必不复存在。灵魂于死后消散的恐惧再次摆在了众人面前。
苏格拉底暂时停下了他的论证，转而询问格贝是否有同样的疑虑。格贝表示，他承认灵魂在进入身体之前就已存在的看法，但对于灵魂在身体死后是否仍将存在，自己仍有怀疑。他提出，可以把灵魂比作一位老织工，因此灵魂所经历的一个个身体就如穿过、修补过的一件件衣服，身体死了、腐朽了，也正如这些衣服的损毁。人的生命总是要久过衣物的损坏，因此灵魂在进入一个身体之前，有可能已经经历了许多的身体。但也正如人终究是有死的，灵魂也终究会有死去的时候，也许在多次投生的折磨后，灵魂就在一次死亡中完全的消灭。因而，即便人们知晓灵魂在生前的存在，却仍无法消除其死亡后彻底消散的恐惧。
眼看亲和论证似乎无法证明灵魂不灭，裴多暂时停下了他的叙述。他向艾克格拉底表示，由于上述疑虑，弟子们感到非常泄气，似乎被“抛回到混乱里，不但不能相信已往的讨论，连任何将来的讨论都不肯信了。”在这个反对意见后，对话中的苏格拉底同样也停止了论证，转而讲述厌恶论证的危险。
接着，苏格拉底尝试反驳辛弥亚提出的灵魂和谐论。首先他表示，根据前述的知识回忆说，灵魂应当在人出生之前就已存在，而以琴弦的和音为例，琴弦应当先于和音而存在，这与灵魂和身体的关系相反。其次，苏格拉底认为善即是灵魂的和谐，而恶则是灵魂的不和谐。但如果依据灵魂即和谐的说法，任何灵魂都应当是同等和谐的，也即不存在善与恶的区分，灵魂与灵魂之间无法作出比较。并且假如灵魂只是由身体产生的谐音的话，那么它就无法反之对身体的行为造成影响，这与由灵魂指导人类行为的普遍观察（例如在荷马的《奥德赛》中，奥德修斯忍受身体痛苦，遵循灵魂的引导）并不一致。

### 生命形式论证
针对格贝提出的灵魂在从身体转移时逐渐破损，并最终消亡的说法，苏格拉底亦提出了反驳，即生命形式论证。苏格拉底先是讲述了他年轻时对寻求宇宙基础元素的尝试，但逐渐发现对这些事物的钻研并无助于理解世界。而后他从阿那克萨哥拉所写的书中了解到，是由心灵安排并造就了世界万物，对世界的理解源自心灵对不同事物的比较，以及总结万物运作的正当性。他学会不直接观察事物的表象，而是凭借思考理解事物。苏格拉底首先表示，“我想如果某某事物是美的，它之所以美并不是因为别的，只是因为它分沾了美本身；别的事情也都是这样。”
接着，苏格拉底推出，最绝对的美即是理型，而所有生物体都分沾有生命的理型。对此他以数字三为例，三分沾有奇数的理型，因此“我们必须承认，三这个数目只要还是三，就宁可停止存在或遭遇其他命运的摆布，而不能顺从地变化为偶数”。因此，理型永远不会转变为其对立面。灵魂令身体具备生命力，而生的对立面是死亡，于是“灵魂绝不会容纳它所伴随的东西的反面”，即灵魂不死。

苏格拉底由此总结道，“所以，格贝啊，确确实实灵魂是不死的、不可消失的，我们的灵魂会存在于另一个世界的某处”，“据说在死后，那个在生时充任一个人的守护者的精灵把他领到一处集合亡灵的地方让他受到审判，然后向另一个世界进发，由引导者陪伴着,从今生来到彼世”。不同的灵魂在另一世界有不同行为，也将受到不同的对待：
那规规矩矩的、明智的灵魂跟随着引导者,很明白自己的处境；可是那耽于肉欲的灵魂却像上面所说的那样窜上窜下，在可见的世界上徘徊很久，反复抗拒尝尽苦头，才被那专门管它的精灵用暴力勉强带走。在到达其他灵魂的集合处时，那做过坏事的不洁灵魂，由于犯了蓄意杀人罪，或者同类灵魂所做的其他恶行，被大家另眼看待，不与往来，只能独白傍徨于困境之中，经过定的期间，才被赶到适合它居住的地方。至于那一生纯洁正直的灵魂则发现有神灵做伴侣和向导，各自前往其应有的归宿处。

## 灵魂的概念
在斐多篇中，柏拉图对灵魂的概念是摇摆不定的。例如，在争论生命的循环时，灵魂被描述为是一种与生命相关的事物，特别是在论证的最后部分，灵魂与生命的概念紧密相连。这种关联在柏拉图的作品《费德鲁斯篇》和《法律篇》中得到了进一步发展，在那里，生命被赋予了自我运动的能力。岩石并不会自我运动，它只能在外力的作用下而运动，这是无生命之物的特点；与之相反，带有生命的物体有自我运动的能力。柏拉图借此为他著名的理论作出了表述：生命是自动者（self-mover），灵魂赋予身体自我运动的能力。
然而，在有关回忆与相似性的部分，这种灵魂与生命的联系完全被忽略了。在这两个部分中，灵魂被描述为是一个知者（也即心灵），这个描述在论灵魂的相似时尤为突出，在此部分，柏拉图声称灵魂不朽，因为它与我们知觉中的理念形式相一致。

人们无从知晓，灵魂的这两种角色如何兼并合一。但很显然，人们可以在柏拉图所著的所有对话录中都体会到这种不同观念间的摇摆。例如，在《理想国》第一卷，柏拉图写道：
苏格拉底：那么再考虑一点：人的心灵有没有一种非它不行的特有功能？譬如管理、指挥、计划等等？除心灵而外，我们不能把管理等等作为其他任何事物的特有功能吧？
色拉叙马霍斯：当然。
苏格拉底：还有，生命呢？我们能说它是心灵的功能吗？

色拉叙马霍斯：再对也没有。
在整个20世纪里，学者们都将此视为柏拉图理论中的缺陷，这种观点一致持续到21世纪，然后最终被抛弃。以下是一些学者关于这个问题的评论：
- Sarah Broadie ：“《斐多》的读者有时会责备柏拉图混淆了灵魂的概念，柏拉图将灵魂等同于心灵，但同时又认为它赋予身体以生命力”。[35]
- Dorothea Frede ：“不知为何，在《斐多》和《理想国》里，柏拉图将我们留在了理解灵魂的黑暗之中”。[36]
- D.R. Campbell：“柏拉图认为灵魂应当是同时是运动和知觉的主体，因为灵魂凭借自己的意志而移动事物”。[37]

## 延伸阅读
- Campbell, Douglas 2021. "Self‐Motion and Cognition: Plato's Theory of the Soul." Southern Journal of Philosophy 59 (4): 523-544.
- Bobonich, Christopher. 2002. "Philosophers and Non-Philosophers in the Phaedo and the Republic." In Plato's Utopia Recast: His Later Ethics and Politics, 1–88. Oxford: Clarendon.
- Dorter, Kenneth. 1982. Plato's Phaedo: An Interpretation. Toronto: Univ. of Toronto Press.
- Frede, Dorothea. 1978. "The Final Proof of the Immortality of the Soul in Plato's Phaedo 102a–107a". Phronesis, 23.1: 27–41.
- Futter, D. 2014. "The Myth of Theseus in Plato's Phaedo". Akroterion, 59: 88-104.
- Gosling, J. C. B., and C. C. W. Taylor. 1982. "Phaedo" [In] The Greeks on Pleasure, 83–95. Oxford, UK: Clarendon.
- Holmes, Daniel. 2008. "Practicing Death in Petronius' Cena Trimalchionis and Plato's Phaedo". Classical Journal, 104(1): 43-57.
- Irwin, Terence. 1999. "The Theory of Forms". [In] Plato 1: Metaphysics and Epistemology, 143–170. Edited by Gail Fine. Oxford Readings in Philosophy. Oxford, UK: Oxford University Press.
- Most, Glenn W. 1993. "A Cock for Asclepius". Classical Quarterly, 43(1): 96–111.
- Nakagawa, Sumio. 2000. "Recollection and Forms in Plato's Phaedo." Hermathena, 169: 57-68.
- Sedley, David. 1995. "The Dramatis Personae of Plato's Phaedo." [In] Philosophical Dialogues: Plato, Hume, and Wittgenstein, 3–26 Edited by Timothy J. Smiley. Proceedings of the British Academy 85. Oxford, UK: Oxford University Press.

## 外部連結
- 维基文库中的相關文獻：斐多篇
- 维基语录上有关斐多篇的语录
- Approaching Plato: A Guide to the Early and Middle Dialogues （页面存档备份，存于）
- Guides to the Socratic Dialogues
- LibriVox中的公有领域有声书《Phaedo》